# Osservatorio Cielo Profondo
L'osservatorio Cielo Profondo (in spagnolo Observatorio Cielo Profundo) è un osservatorio astronomico spagnolo privato situato nel comune di Bercianos del Páramo nella provincia di León, alle coordinate 42°22′39.76″N 5°42′55.8″W. Il suo codice MPC è J01 Observatorio Cielo Profundo, Leon.
Il Minor Planet Center lo accredita per la scoperta dell'asteroide 541487 Silviapablo, effettuata il 25 luglio 2011.